# Kolumbijska visoravan
Kolumbijska visoravan je geološki i geografski region koji se nalazi u delovima američkih država Vašingtona, Oregona i Ajdaha. To je široka poplavna bazaltna visoravan između Kaskadnog venca i Stenovitih planina, presečena rekom Kolumbija.

## Geologija
Tokom kasnog miocena i ranog pliocena, poplavni bazalt progutao je oko 63.000 sq mi (160.000 km2) pacifičkog severozapada, formirajući veliku magmatsku provinciju. Tokom perioda od oko 10 do 15 miliona godina, jedan za drugim su se izlivali tokovi lave, ultimatno se akumulirajući do debljine viće od 6.000 stopa (1,8 km). Kako je rastopljena stena izašla na površinu, Zemljina kora je postepeno tonula u prostor koji je ostavljala lava u usponu. Bazaltna grupa na reci Kolumbija sastoji se od sedam formacija: Stins bazalt, Ajmnaha bazalt, Grand Rond bazalt, Pikčer Godž bazalt, Prajnvil bazalt, Vanapum bazalt i Sadle planinski bazalt. Mnoge od ovih formacija podeljene su na formalne i neformalne članove i tokove.
Spuštanje kore je stvorilo veliku, blago udubljenu visoravan lave. Drevna reka Kolumbija bila je prisiljena u današnji tok lavom koja je napredovala na severozapadu. Dok je lava tekla preko područja, prvo je ispunjavala doline potoka, formirajući brane koje su zauzvrat uzrokovale zaostajanje ili jezera. Entiteti pronađeni u ovim jezerskim koritima uključuju otiske fosilnih listova, okamenjeno drvo, fosilne insekte i kosti kičmenjaka.
Dokazi sugerišu da neki koncentrovani izvor toplote topi stene ispod provincije Kolumbijske visoravni u podnožju litosfere (sloja kore i gornjeg plašta koji čine Zemljine pokretne tektonske ploče). U pokušaju da se objasni zašto je ovo područje, daleko od granice ploča, imalo takve ogromne izlive lave, naučnici su utvrdili datume otvrdnjavanja za mnoge pojedinačne tokove lave. Oni su otkrili da su najmlađe vulkanske stene grupisane u blizini Jeloustonske visoravni i da što se ide zapadnije, lave biva starija.
Iako naučnici još uvek prikupljaju dokaze, verovatno objašnjenje je da se žarište, izuzetno vruć sektor materijala dubokog plašta, izdiže na površinu ispod provincije Kolumbijske visoravni. Geolozi znaju da se ispod Havaja i Islanda razvija temperaturna nestabilnost (iz razloga koji još uvek nisu dobro shvaćeni) na granici između jezgra i plašta. Koncentrovana toplota pokreće usijane mlazeve u prečniku od stotina kilometara koji se uspinju direktno na površinu Zemlje.
Putanja ove vruće tačke počinje na zapadu i ide do nacionalnog parka Jelouston. Parni fumarole i eksplozivni gejziri pružaju izobilne dokaze o koncentraciji toplote ispod površine. Žarišna tačka je stacionarna, ali se severnoamerička ploča kreće preko nje, stvarajući vrhunski zapis o brzini i pravcu kretanja ploče.

## Flora
Deo Kolumbijske visoravni je povezan sa ekoregionom Kolumbijske visoravani, delom ekoregije „nearktičkih umerenih i suptropskih pašnjaka, savana i grmlja” bioma umerenih pašnjaka, savana i grmlja.

## Geografija
Vašingtonski gradovi na Kolumbijskoj visoravni su:
- Davenport
- Rirdan
- Kenevik
- Mozis Lejk
- Pasko
- Pulman
- Ričland
- Spoken
- Vola Vola
- Jakima
- Goldendejl
- Dir Park

Oregonski gradovi na Kolumbijskoj visoravni su:
- Hermiston
- Hud River
- Pendlton
- Dals
- Milton-Frivoter

## Literatura
- Alt, David (2001). Glacial Lake Missoula & Its Humongous Floods. Mountain Press Publishing Company. ISBN 978-0-87842-415-3.
- Alt, David; Hyndman, Donald (1995). Northwest Exposures: a Geologic Story of the Northwest. Mountain Press Publishing Company. ISBN 978-0-87842-323-1.
- Appenzeller, Tim (3. 1. 1992). „A Conundrum at Steens Mountain”. Science. 255 (5040): 31—51. PMID 17739912. doi:10.1126/science.255.5040.31.
- Barry, T. L.; Self, S.; Kelley, S. P.; Reidel, S.; Hooper, P.; Widdowson, M. (2010). „New 40Ar/39Ar dating of the Grande Ronde lavas, Columbia River Basalts, USA: Implications for duration of flood basalt eruption episodes” (PDF). Lithos. 118 (3–4): 213—222. Bibcode:2010Litho.118..213B. doi:10.1016/j.lithos.2010.03.014.
- Bishop, Ellen Morris (2003). In Search of Ancient Oregon: A geological and natural history. Portland, OR: Timber Press. ISBN 978-0-88192-789-4.
- Bjornstad, Bruce (2006). On the Trail of the Ice Age Floods: A Geological Guide to the Mid-Columbia Basin. Sand Point, ID: Keokee Books. ISBN 978-1-879628-27-4.
- Bryan, S.E.; Peate, I.U.; Peate, D.W.; Self, S.; Jerram, D.A.; Mawby, M.R.; Marsh, J.S.; Miller, J.A. (21. 7. 2010). „The largest volcanic eruptions on Earth” (PDF). Earth-Science Reviews. 102 (3–4): 207—229. Bibcode:2010ESRv..102..207B. doi:10.1016/j.earscirev.2010.07.001. Архивирано из оригинала (PDF) 07. 08. 2020. г. Приступљено 11. 10. 2020.
- Camp, Victor E.; Ross, Martin E. (2004). „Mantle dynamics and genesis of mafic magmatism in the intermontane Pacific Northwest” (PDF). Journal of Geophysical Research. 109 (B08204). Bibcode:2004JGRB..10908204C. doi:10.1029/2003JB002838.
- Camp, V.E.; Ross, M.E.; Hanson, W.E. (јануар 2003). „Genesis of flood basalts and Basin and Range volcanic rocks from Steens Mountain to the Malheur River Gorge, Oregon” (PDF). GSA Bulletin. 115 (1): 105—128. Bibcode:2003GSAB..115..105C. ISSN 0016-7606. doi:10.1130/0016-7606(2003)115<0105:GOFBAB>2.0.CO;2.
- Carson, Robert J.; Pogue, Kevin R. (1996). Flood Basalts and Glacier Floods: Roadside Geology of Parts of Walla Walla, Franklin, and Columbia Counties, Washington (Извештај). Washington Division of Geology and Earth Resources Information Circular. 90. Olympia, WA: Washington State Department of Natural Resources.
- Carson, Robert J.; Denny, Michael E.; Dickson, Catherine E.; Dodd, Lawrence L.; Edwards, G. Thomas (2008). Where the Great River Bends: A natural and human history of the Columbia at Wallula. Sandpoint, ID: Keokee Books. ISBN 978-1-879628-32-8.
- Ho, Anita M.; Cashman, Katharine V. (1997). „Temperature constraints on the Ginkgo flow of the Columbia River Basalt Group”. Geology. 25 (5): 403—406. Bibcode:1997Geo....25..403H. doi:10.1130/0091-7613(1997)025<0403:TCOTGF>2.3.CO;2.
- Humphreys, Eugene; Schmandt, Brandon (2011). „Looking for mantle plumes”. Physics Today. 64 (8): 34. Bibcode:2011PhT....64h..34H. doi:10.1063/PT.3.1217.
- Jarboe, Nicholas A.; Coe, Robert; Glen, Jonathan M.G. (2011). „Evidence from lava flows for complex polarity transitions: the new composite Steens Mountain reversal record”. Geophysical Journal International. 186 (2): 580—602. Bibcode:2011GeoJI.186..580J. doi:10.1111/j.1365-246X.2011.05086.x .
- Jarboe, N.A.; Coe, R.S.; Renne, P.R.; Glen, J.M.G.; Mankinen, E.A. (2008). „Quickly erupted volcanic sections of the Steens Basalt, Columbia River Basalt Group: Secular variation, tectonic rotation, and the Steens Mountain reversal”. Geochemistry Geophysics Geosystems. 9 (Q11010). Bibcode:2008GGG.....911010J. doi:10.1029/2008GC002067.
- Mueller, Marge; Mueller, Ted (1997). Fire, Faults & Floods: A road & trail guide exploring the origins of the Columbia River Basin. Moscow, ID: University of Idaho Press. ISBN 978-0-89301-206-9.
- Reidel, S.P.; Tolan, T.L.; Beeson, M.H. (1994).  Swanson, D.A.; Haugerud, R.A., ур. Factors that influenced the eruptive and emplacement histories of flood basalt flows: A field guide to selected vents and flows of the Columbia River Basalt Group. Geologic Field Trips in the Pacific Northwest. V. Seattle, WA: University of Washington. стр. 1—18.
- Reidel, Stephen P. (јануар 2005). „A lava flow without a source: The Cohasset flow and its compositional members”. Journal of Geology. 113 (1): 1—21. Bibcode:2005JG....113....1R. doi:10.1086/425966.
- Final Programmatic Environmental Impact Statement on Wind Energy Development on BLM-Administered Lands in the Western United States. United States Department of the Interior; Bureau of Land Management. стр. 6. Приступљено 24. 10. 2018. „columbia plateau 32100.”
- Овај чланак садржи материјал у јавном власништву United States Geological Survey са веб-сајта ftp://ftp.epa.gov/wed/ecoregions/or/or_front.pdf (color poster with map, descriptive text, summary tables, and photographs; with a Reverse side).
- U.S. Environmental Protection Agency, Draft: Level III and IV Ecoregions of the Northwestern United States (PDF), Архивирано из оригинала (PDF) 2019-04-12. г.
- Perry-Houts, Jonathan; Humphreys, Eugene (2018-06-07). „Eclogite-driven subsidence of the Columbia Basin (Washington State, USA) caused by deposition of Columbia River Basalt”. Geology (на језику: енглески). 46 (7): 651—654. Bibcode:2018Geo....46..651P. ISSN 0091-7613. doi:10.1130/g40328.1.
- „High Lava Plainsa” (PDF). WOU.EDU. Приступљено 2018-01-23.
- Allen, John Eliot; Marjorie Burns; and Sam C. Sargent.  Cataclysms on the Columbia. Portland, Oregon: Timber Press. 1986. ISBN 0-88192-215-3.,
- Baker, Victor R.. „The Channeled Scabland: A Retrospective.” (PDF). Архивирано из оригинала (PDF) 12. 08. 2017. г. Приступљено 11. 10. 2020. Reviews in Advance. Annual Reviews, 30 Dec 2008. Web. 9 Oct 2013.
- Bjornstad, Bruce: and Eugene Kiver. (2012) "On the Trail of the Ice Age Floods: The Northern Reaches", Keokee Co. Publishing, Inc., Sandpoint, Idaho,  978-1-879628-39-7.
- Bjonstad, Bruce; Ice Age Floodscapes YouTube Channel
- Bretz, J Harlen (1923). „The Channeled Scabland of the Columbia Plateau.”. Journal of Geology. 31 (1923): 617—649. Bibcode:1923JG.....31..617B. doi:10.1086/623053.
- Bretz, J Harlen (1925). „The Spokane flood beyond the Channeled Scablands.”. Journal of Geology. 33 (2): 97—115, 236—259. Bibcode:1925JG.....33...97B. doi:10.1086/623179.
- Bretz, J H.; Smith, H.T.U.; and Neff, G.E., (1956) "Channeled Scabland of Washington — New Data and Interpretations." Geological Society of America Bulletin, v.67, p. 957-1049.
- "Channeled Scablands Theory." Spokane Outdoors. N.p., n.d. Web. 9 Oct 2013.
- Foster, Tom. "Channeled Scabland." Huge Floods. N.p., n.d. Web. 9 Oct 2013.
- Soennichsen, John. (2008). Bretz's Flood: The Remarkable Story of a Rebel Geologist and the World's Greatest Flood. Seattle, Washington: Sasquatch Books. ISBN 978-1-57061-505-4.

## Spoljašnje veze
45° 59′ 58″ N 119° 00′ 05″ W / 45.99944° С; 119.00139° З